# Дом барона Гессельбейна
Дом барона Гессельбейна (дом «Колыбель Духа») — бывший доходный дом на ул. Городецкого, 15 (в местности «Киевский Париж»). Один из первых ярких образцов раннего модерна. Памятник архитектуры и градостроительства.

## История
Дом расположен на территории бывшей усадьбы Меринга. В 1895 году наследники профессора Фридриха Меринга продали его Акционерному обществу киевского домостроения за 1,8 миллиона рублей.
Усадьбу быстро застроили пяти — и шестиэтажными доходными домами в стилях модерн, неоренессанс, необарокко и неоготика. Местность превратилась в выдающееся с архитектурной точки зрения жилой район, который киевляне неофициально прозвали «Киевским Парижем».
В 1901-1903 годах на новой улице по заказу прусского барона Вильгельма Гессельбейна возвели доходный дом в стиле модерн.
Архитекторы доподлинно неизвестны. Существует предположение, что проект дома подготовили архитекторы Эдуард-Фердинанд Брадтман и Георгий Шлейфер. Строительные работы выполнила контора Я. Файбишенка.
После установления в Киеве советской власти дом национализировали и устроили в нем коммунальные квартиры для рабочих и служащих.
1941 года при отступлении Красной армии из Киева здание серьезно пострадало вследствие «сентябрьского подрыва».
Восстановлен в 1948 году. Во время реконструкции на фасаде указали ошибочную дату постройки — 1886 год, — которая попала и в Приказ Министерства культуры и туризма Украины.

## Архитектура
Дом с «энергично разработанным фасадом» возведен на красной линии улицы. Дом — пятиэтажный, кирпичный, штукатуренный, в плане прямоугольный, четырехсекционный. Композиция фасада симметрична. Центральная часть акцентирована подковообразной декоративной аркой главного входа, завершена параболическим фронтоном, форма которого повторена в фигурном парапете. В отделке фасада использованы барельефы, лепной линейный орнамент.

## Декоративное оформление парадного фасада
Парадный фасад оформлен цветочными орнаментами. Кованые решетки балконов продолжают цветочную тему.
Фронтон дома украшен маской Хроноса. Замковый камень арки — стилизованная герма, увенчанная головой женского божества, матери Зевса — титаниды Реи (Кибелы). Головы корибантов, демонов растительных сил земли, украшают тяги дома.
На фасаде находится архитектурно украшенный номер дома.

## Галерея

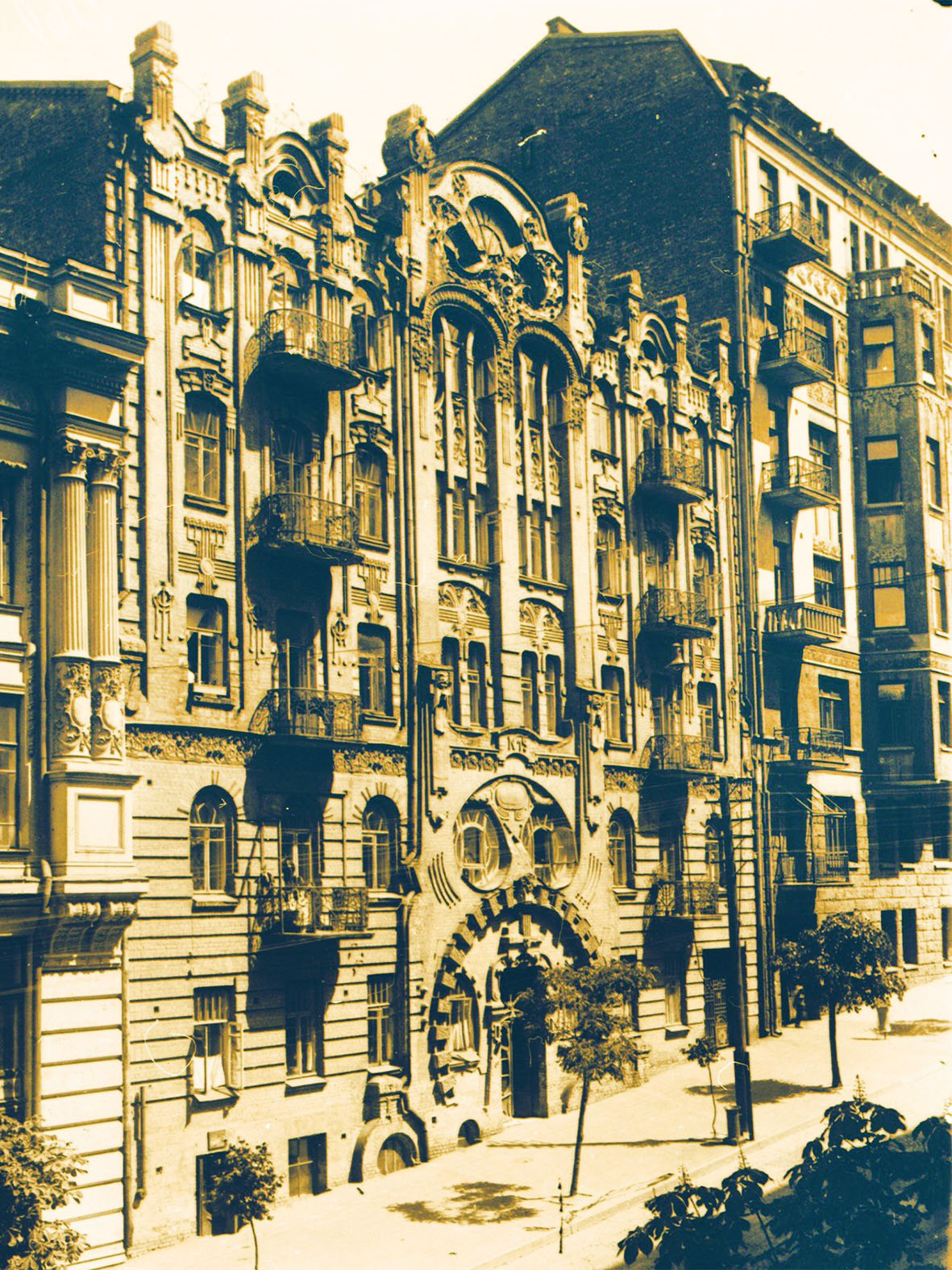
Дом в 1933 году
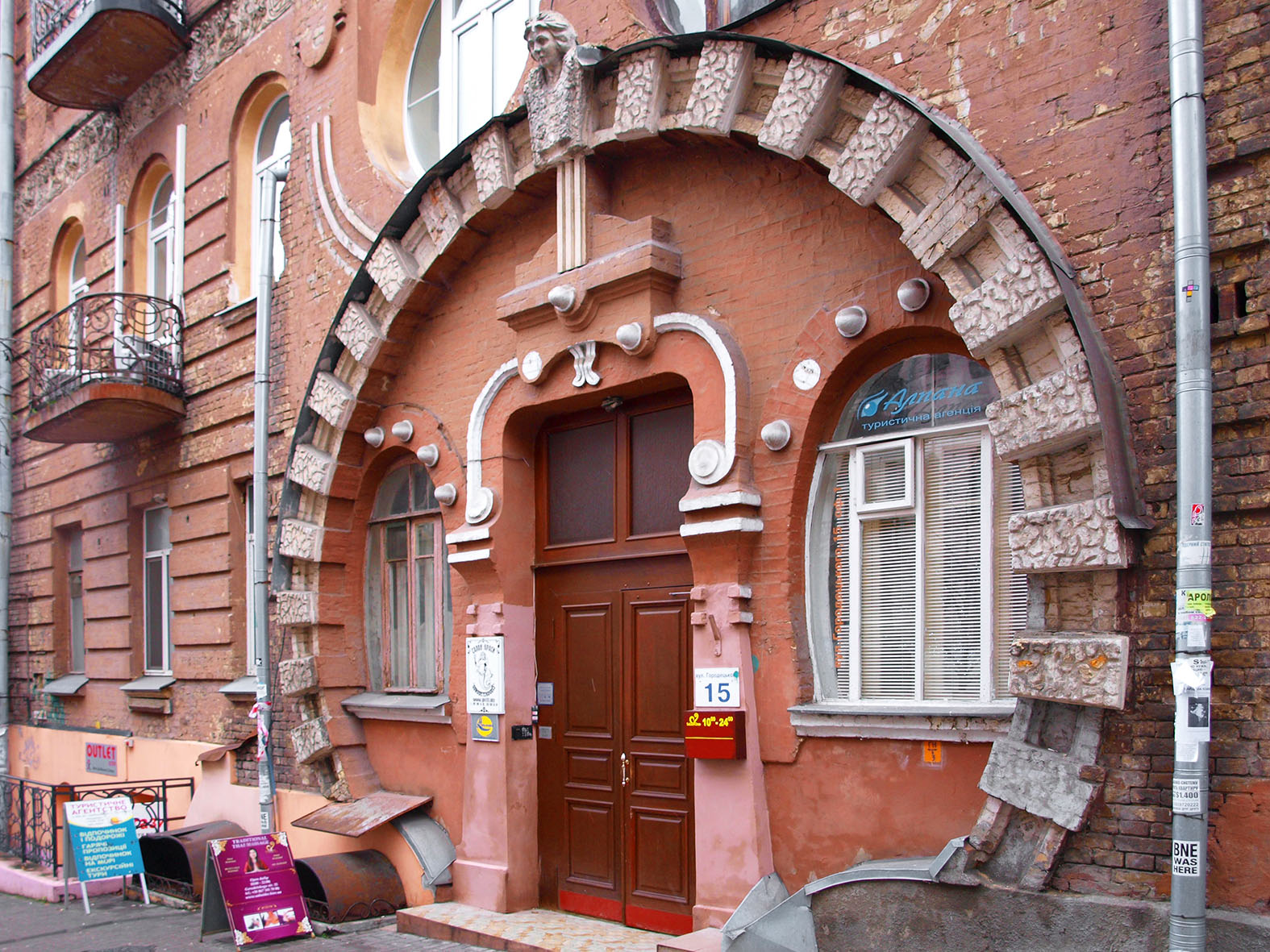
Подковообразная арка главного входа
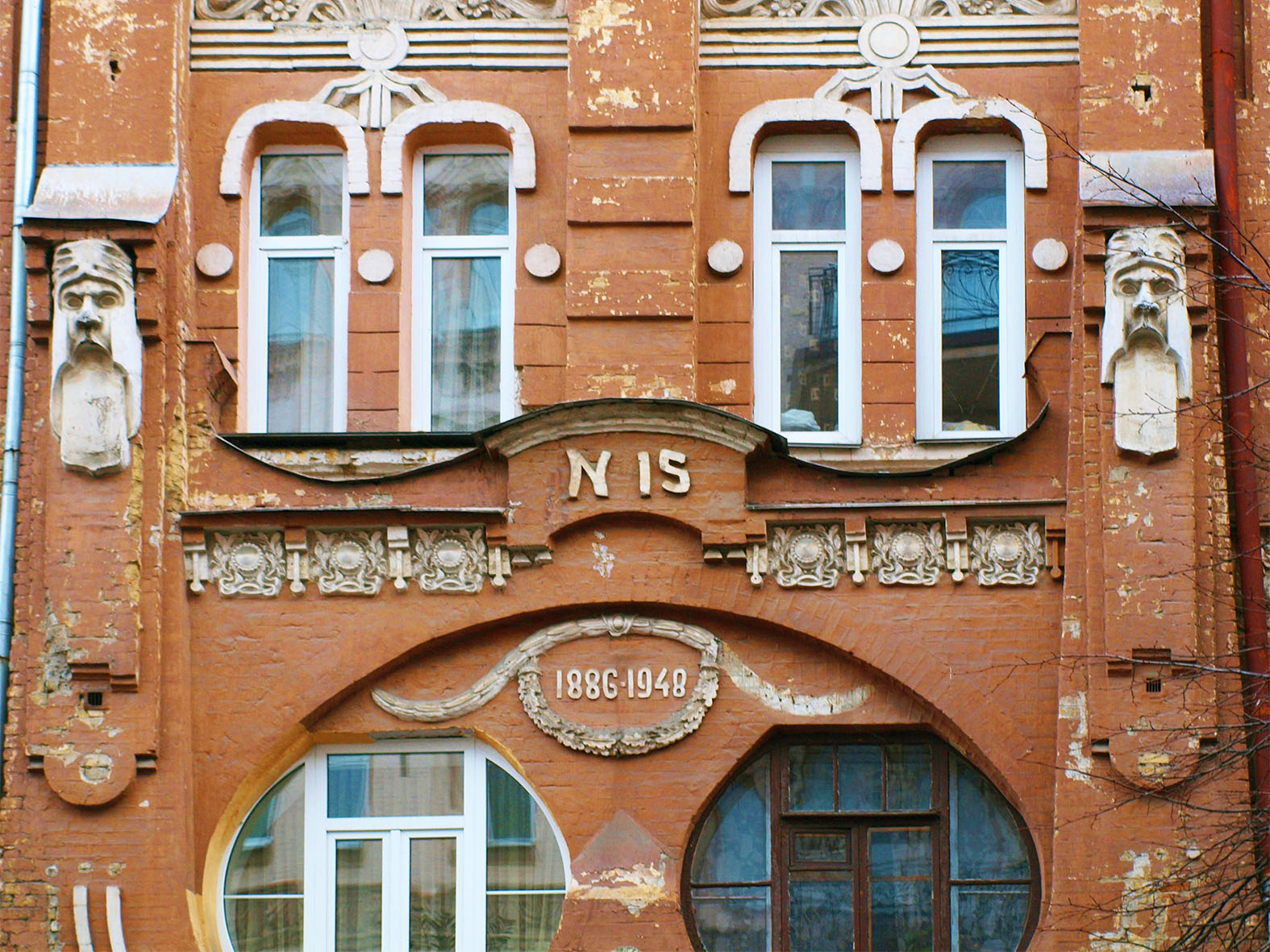
Головы корибантов и украшенный номер дома
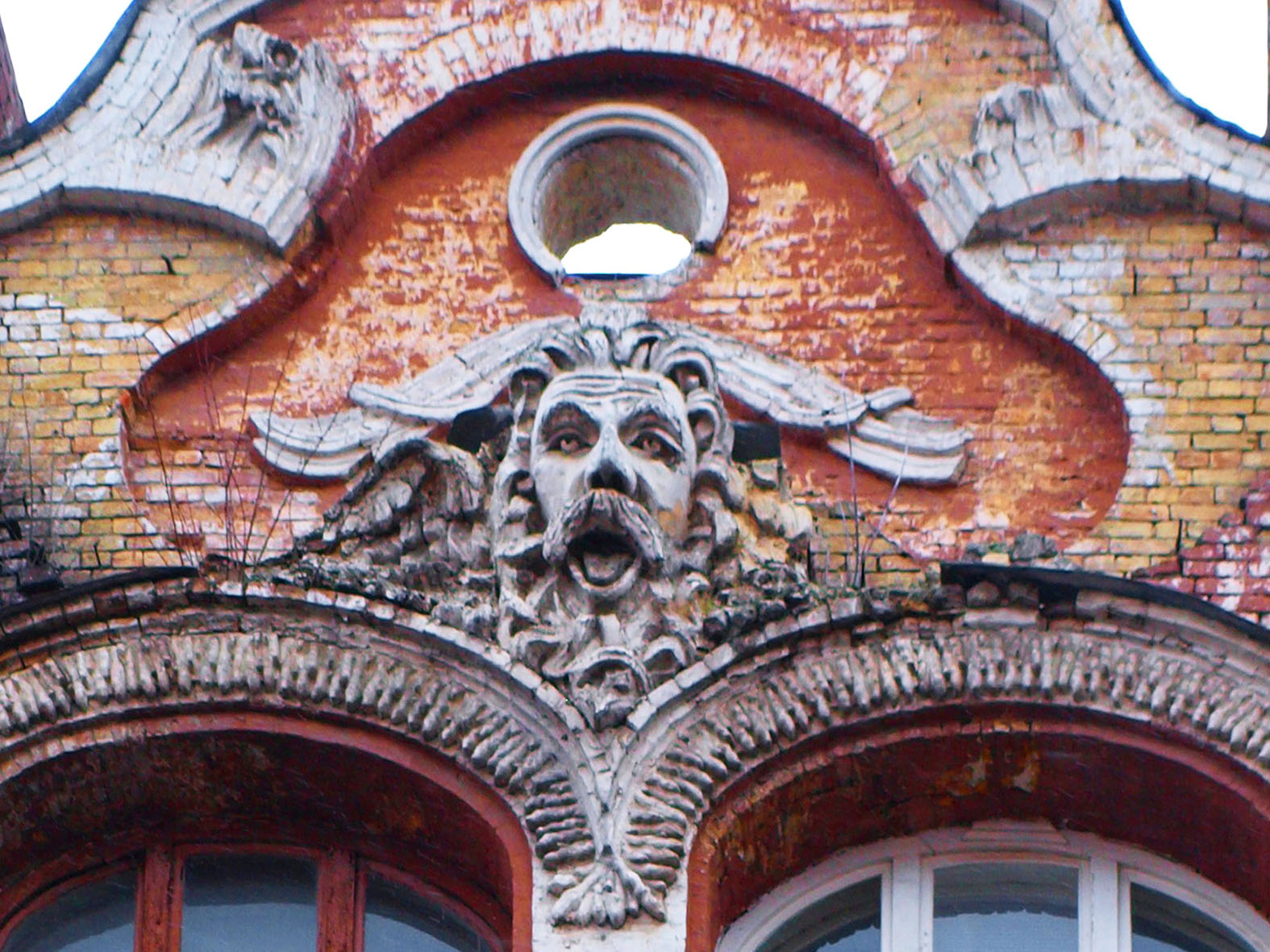
Маска Хроноса
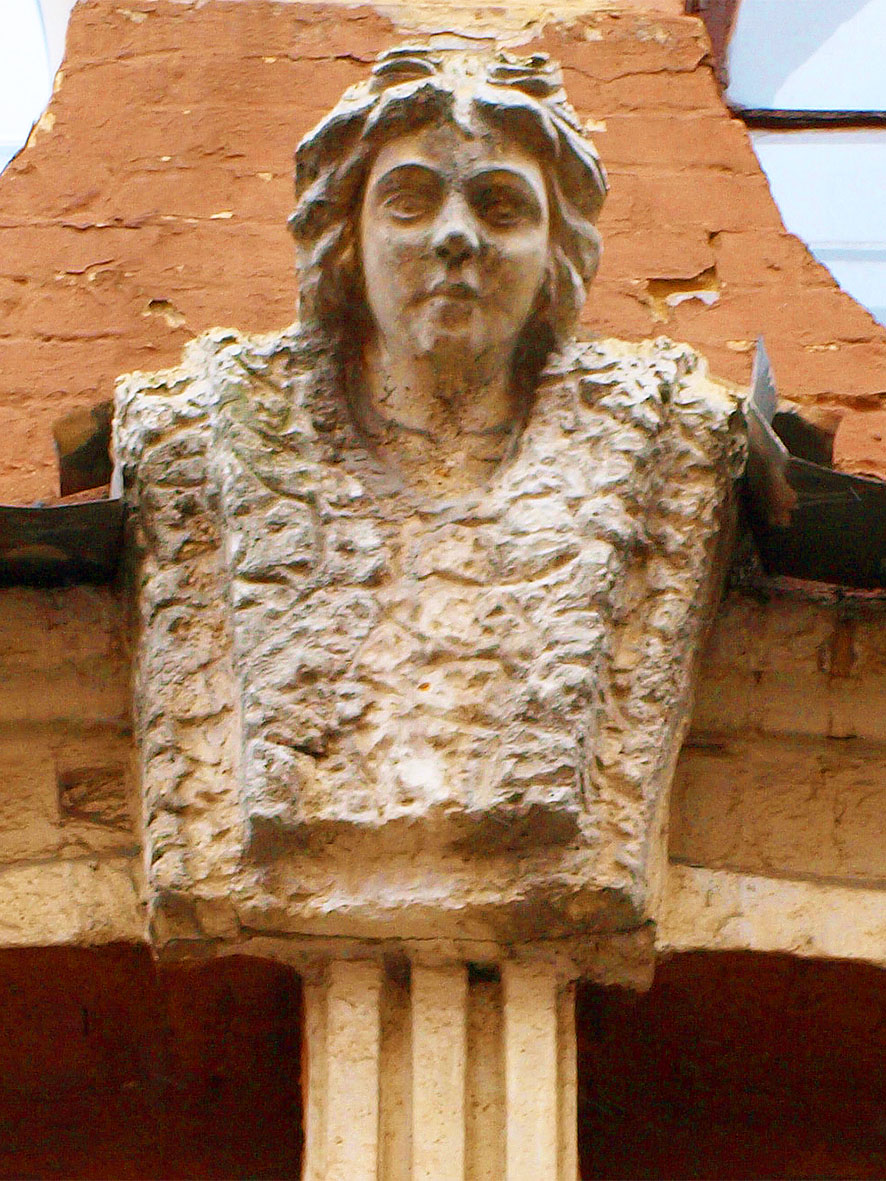
Голова титаниды